# Старошареєво
Старошаре́єво (рос. Старошареево, башк. Иҫке Шөрөй) — присілок у складі Кармаскалинського району Башкортостану, Росія. Входить до складу Сахаєвської сільської ради.
Населення — 565 осіб (2010; 588 в 2002).
Національний склад:
- татари — 65 %
- башкири — 33 %